# The Wanderer
The Wanderer ist ein altenglisches Gedicht aus dem 10. Jahrhundert, das im Exeter Book überliefert ist. Es umfasst 115 alliterierende Verse. Das Entstehungsdatum ist unbekannt, liegt aber mit hoher Sicherheit vor dem Jahr 990, da es Teil einer älteren Kultur der mündlichen Überlieferung ist.

## Einordnung
The Wanderer ist ein melancholisches Gedicht und dem Genre der Elegie zuzuordnen. Gleichzeitig ist es ein ubi-sunt-Gedicht („Wo sind sie (geblieben)?“), in dem der Verlust der Sippe des Sprechers beklagt wird. Mit „hwær cwom“ („wohin sind sie gegangen“) ist die altenglische Entsprechung zu ubi sunt sogar explizit in diesem Gedicht zu finden.

## Sprache und Inhalt
Die Sprache des Gedichts ist kunstvoll, der altenglische Stabreim wird in gekonnter Weise eingesetzt, z. B. in Vs. 52f:
greteð gliwstafum, georne geondsceawað
secga geseldan;
(„Er begrüßt sie freudig, betrachtet sie gerne, die Gefährten des Kriegers“).
Ebenso findet man Beispiele für das als Kunst gepflegte Kenning, das Ersetzen einfacher Wörter durch neue Zusammensetzungen, z. B. „goldwine“ (Vs. 22, „Gold-Freund“) für Herr oder König (der seine Vasallen mit Gold, insbesondere Ringen entlohnte), oder „ferðlocan“ (Vs. 13, „Schatzkiste der Seele“) für Geist oder Sinn.
Der Sprecher, ein Mann fortgeschrittenen Alters, erinnert sich in diesem Gedicht der frohen Tage, die er im Dienst eines Herren verbracht hat, und der Schlachten und Schicksalsschläge, die ihn seiner Sippe beraubten. Er denkt über seine Isolation als letzter seines Geschlechts nach und spricht sich dafür aus, dass der Krieger überlegte Entscheidungen treffen soll, sich weder von Habgier noch von Jähzorn zu Handlungen hinreißen lassen, die ihn und seine Sippe auf lange Sicht dem Untergang weihen.

## Leitmotive
Neben dem oben schon genannten ubi sunt-Motiv ist in The Wanderer das schicksalsgläubige Weltbild der Angelsachsen zu erkennen, das (wahrscheinlich erst nachträglich) mit christlichen Elementen überblendet wurde.
Der Glaube an das allmächtige Schicksal tritt beispielsweise in Vs. 5 zutage: „Wyrd bið ful aræd!“ („Das Schicksal ist unausweichlich!“); christliche Einflüsse findet man v. a. in den letzten Versen, wo es heißt:
Wel bið þam þe him are seceð,
frofre to Fæder on heofonum, þær us eal seo fæstnung stondeð.
(„Gut ist es für jenen, der Vergebung sucht, Trost beim Vater im Himmel, bei dem all unsere Sicherheit liegt“).

## Ähnliche Werke
- Deor
- The Seafarer
- The Ruin